# Miguel Gutiérrez (futebolista, 2001)
Miguel Gutiérrez Ortega (Pinto, 27 de julho de 2001) é um futebolista espanhol que atua como lateral-esquerdo. Atualmente, defende o Napoli.

## Carreira

### Real Madrid
Miguel Gutiérrez nasceu no município de Pinto, na Comunidade de Madrid, Espanha. Iniciou sua trajetória no ADYC Pinto aos quatro anos de idade em 2005, onde permaneceu até 2006. Ainda em 2006, chegou às categorias de base do Getafe, onde ficou por cinco anos antes de chegar ao Real Madrid em 2011.
Passando pelas categorias do clube merengue, Miguel passou a fazer parte do juvenil A em 2018 e integrou o elenco campeão da Liga Jovem da UEFA de 2019–20 pelo Real Madrid Sub-19.

#### Profissional
Após ser campeão europeu com a Espanha Sub-19, Miguel foi integrado pelo técnico Zinédine Zidane, entusiasta de seu futebol, para a pré-temporada da temporada 2019–20, tendo sido inscrito na Copa Audi, competição amistosa. Fez sua estreia pela equipe principal em 31 de julho de 2019, em partida contra o Fenerbahçe na Copa Audi, saindo aos 61 minutos do segundo tempo para a entrada de Marcelo. Com a estreia, tornou-se o primeiro atleta no século XXI a disputar uma partida pelo Real Madrid.
Oficialmente, sua estreia foi na vitória por 3–0 sobre o Cádiz na 16ª rodada da La Liga de 2021–22 em 21 de abril de 2021, entrando nos últimos 16 minutos de jogo no lugar de Marcelo. Com a estreia, foi o sexto jogador de base a estrear com Zinédine Zidane. Ao todo foram dez partidas pelo Real Madrid e duas assistências, com os títulos da La Liga e da Liga dos Campeões.

### Girona
Em 6 de agosto de 2022, Miguel Gutiérrez foi anunciado como novo reforço do Girona sendo a sexta contratação da equipe espanhola para a temporada, assinando contrato até 30 de junho de 2027. O Real Madrid venceu 50% de seus direitos federativos e guardou a metade para uma futura venda. Quatro dias depois, foi apresentado oficialmente.
Gutiérrez marcou seu primeiro gol com a camisa rojiblanca em 4 de março de 2023, na 24ª rodada da La Liga, fazendo o último gol da derrota por 3–2 para o Getafe.
Ao final da temporada de 2023–24, Gutiérrez figurou na "Seleção de ouro" da La Liga de 2023–24 feito pelo Jornal Marca e na seleção da oficial do torneio.

### Napoli
No dia 19 de agosto de 2025, foi anunciado como reforço do Napoli, da Itália. O clube de Nápoles desembolsou cerca de 18 milhões de euros (R$ 115 milhões na cotação da época) para contratar o defensor.

## Seleção Espanhola
Com passagens pelas categorias Sub-16 e Sub-17 da Espanha, Gutiérrez disputou um torneio preparatório em outubro de 2018 visando o Europeu Sub-19 de 2019. Por conseguinte, foi um dos convocados para o Campeonato Europeu e integrou o elenco campeão do torneio ao vencer Portugal por 2–0 na final em 27 de julho de 2019, dia de seu aniversário.

## Estilo de jogo
Com boa estatura (1,80 m) e canhoto, Miguel tem como características destacadas o bom toque na bola, os arremates de fora da área e polivalência, sendo lateral-esquerdo de ofício mas podendo atuar como zagueiro e ponta se preciso.

## Títulos

### Real Madrid

#### Juvenil A
- Liga Jovem da UEFA: 2019–20

#### Profissional
- La Liga: 2021–22
- Liga dos Campeões da UEFA: 2021–22

### Seleção Espanhola

#### Sub-19
- Campeonato Europeu: 2019

#### Sub-23
- Jogos Olímpicos: 2024

### Prêmios individuais
- Seleção da La Liga de 2023–24